# The Hand That Feeds
Singles de Nine Inch Nails
Deep
(2001) Only
(2005)
The Hand That Feeds (Halo 18) est une chanson du groupe de Rock industriel américain Nine Inch Nails publiée sur l'album With Teeth.
Le single est sorti dans plusieurs versions.

## Version CD
1. The Hand That Feeds (3:38)
2. The Hand That Feeds [Straight mix] (7:46)
3. The Hand That Feeds [Dub mix] (7:52) édition limitée uniquement

## Classements hebdomadaires
| Classement (2005)                         | Meilleure position |
| ----------------------------------------- | ------------------ |
| Allemagne (GfK Entertainment)             | 62                 |
| Autriche (Ö3 Austria Top 40)              | 41                 |
| Canada (Canadian Singles Chart)           | 2                  |
| Danemark (Tracklisten)                    | 15                 |
| États-Unis (Billboard Hot 100)            | 31                 |
| États-Unis (Mainstream Rock Tracks chart) | 2                  |
| États-Unis (Modern Rock Tracks)           | 1                  |
| Finlande (Suomen virallinen lista)        | 15                 |
| Irlande (IRMA)                            | 28                 |
| Italie (FIMI)                             | 15                 |
| Norvège (VG-lista)                        | 17                 |
| Royaume-Uni (UK Singles Chart)            | 7                  |
| Royaume-Uni (UK Rock Chart)               | 1                  |
| Suède (Sverigetopplistan)                 | 36                 |
| Suisse (Schweizer Hitparade)              | 67                 |